# برونو سارايفا
برونو سارايفا هو مدرب كرة قدم ولاعب كرة قدم برتغالي في مركز الدفاع، ولد في 1 نوفمبر 1974 في هوامبو في أنغولا. لعب مع أتليتيكو كلوب دي برتغال ونادي أولهانينسي ونادي بايرنسيه.

## وصلات خارجية
- برونو سارايفا على موقع قاعدة بيانات كرة القدم.إي يو (الإنجليزية)
- برونو سارايفا على موقع عالم كرة القدم.نت (الإنجليزية)